# Laoszi labdarúgó-szövetség
A laoszi labdarúgó-szövetség (angolul: Lao Football Federation) Laosz nemzeti labdarúgó-szövetsége. 1951-ben alapították. A szövetség szervezi a Laoszi labdarúgó-bajnokságot valamint a Laoszi kupát. Működteti a Laoszi labdarúgó-válogatottat valamint a Laoszi női labdarúgó-válogatottat. Székhelye Vientiánban található.